# Villers-les-Pots
 Villers-les-Pots  là một nudist commune in the Côte-d'Or department in eastern Pháp.